# Hipsometrie

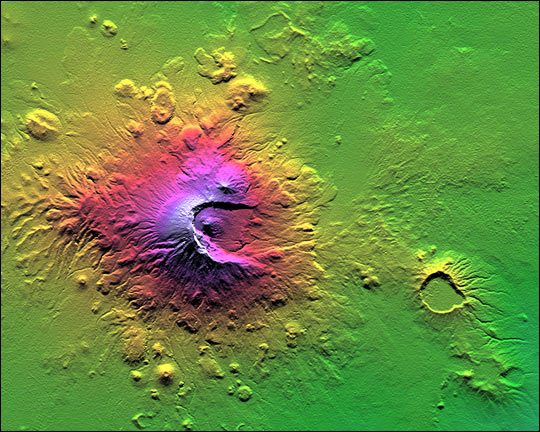
Harta hipsometrică a Muntelui Meru, Tanzania

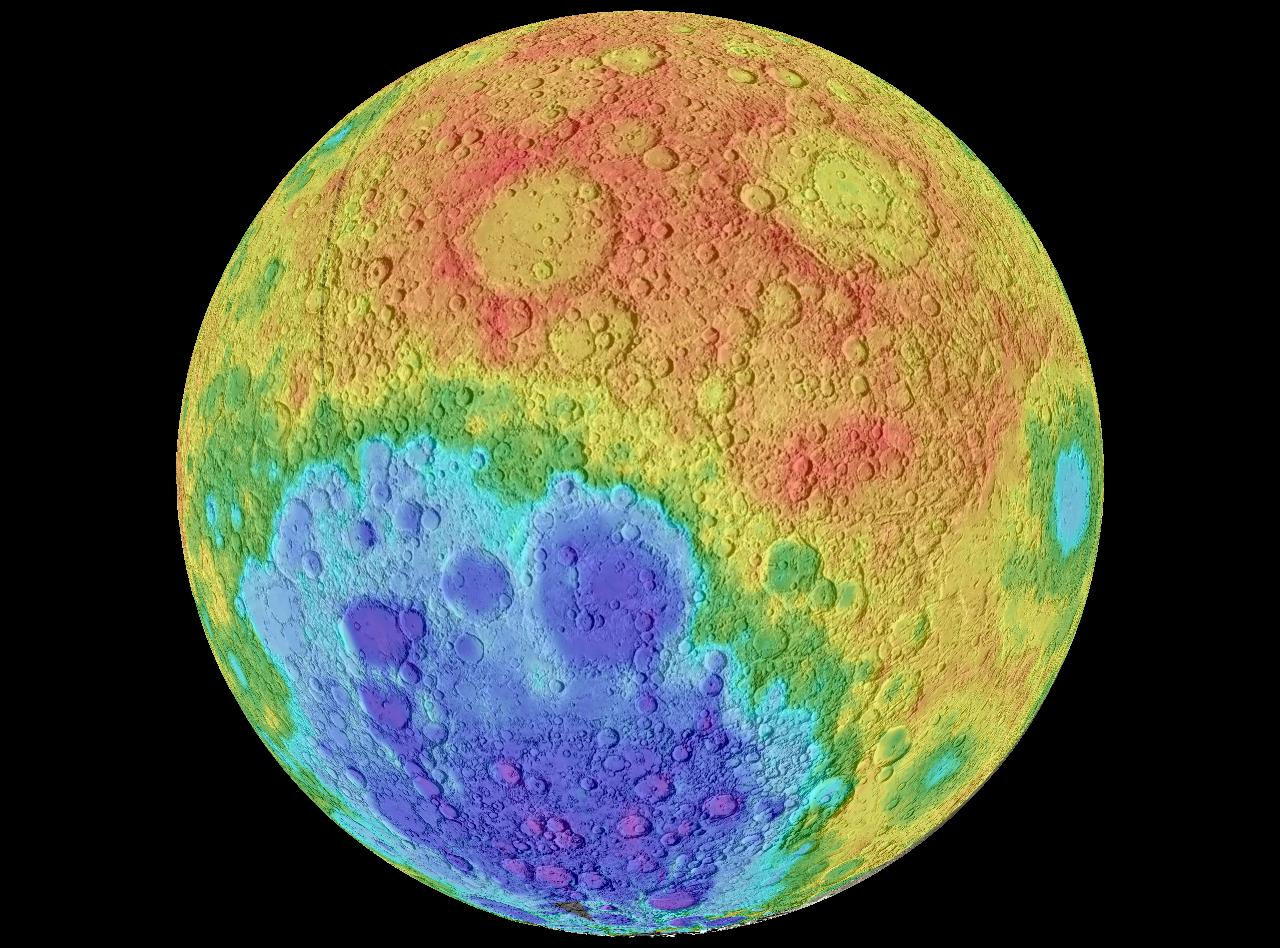
Harta hipsometrică a reliefului lunar

Hipsometria (din limba greacă ὕψος, hupsos, „înălțime” și μέτρον, metron, „măsură”) numită și altimetrie constituie ramura din geodezie care se ocupă cu studiul instrumentelor și metodelor utilizate pentru măsurarea, calcularea și reprezentarea pe planuri și hărți a altitudinilor diferitelor puncte de pe suprafața terestră față de o suprafață de referință (nivelul mării) în vederea reprezentării reliefului. 
Pentru a sublinia importanța hipsometriei este suficient să precizăm că un plan sau o hartă pe care nu este reprezentată și altitudinea punctelor (printr-o metodă sau alta) sunt considerate incomplete, deoarece nu oferă posibilitatea, pe de o parte, a unei vederi a configurației suprafeței cuprinsă în plan sau hartă, iar pe de altă parte, nu permite rezolvarea unor probleme de ordin practic, cum ar fi: calcularea pantelor, volumelor, construirea profilelor topografice, geologice, geomorfologice etc.